# خود ترس (مجموعه تلویزیونی)
خود ترس (به انگلیسی: Fear Itself) یک مجموعه تلویزیونی آنتولوژی ترسناک و تعلیق آمریکایی است. این سریال نخستین بار  در  شبکه ان بی سی در ۵ ژوئن ٢٠٠٨ پخش شد،  اما پس از اواخر ژوئیه ٢٠٠٨ از پخش  شبکه خارج شد، و پنج قسمت باقی مانده توسط آن هرگز  پخش نشد.  در ١٣ مارس ٢٠٠٩، مدیران شبکه اعلام کردند تولید و پخش  سریال، لغو شده است و دیگر به این شبکه باز نخواهد گشت.

## تولید
عنوان این سریال از جمله معروف فرانکلین دی. روزولت برداشت شده است، "تنها چیزی که باید از آن بترسیم خود ترس است." کارگردان سریال گاریس به گواه بسیاری از کارشناسان حوزه فیلم و سریال در آمریکا از استادان درام ترسناک است و به گفته خود او از  چندین عنصر خلاقانه یکسان برای الهام  گرفتن استفاده می کند. بیشتر نمایش های گاریس توسط اندرو دین، آدام گلدورم و بن براوینگ تولید شده‌اند. 
گاریس از  کارگردانانی مثل استوارت گوردون ، برد اندرسون ، جان لندیس ، ارنست دیکرسون و راب اشنایدر  برای ساخت برخی قسمت ها استفاده کرد .
این سریال در شهر ادمونتون ، آلبرتا، کانادا فیلمبرداری شد و برخی فیلمبرداری های اضافی نیز در شهر سنت آلبرت و شهر دوون ، آلبرتا انجام شد. ستارگان مهمان  سریال شامل اریک رابرتز ، آنا کندریک ، براندون راث ، برایانا اویگان ، جسی پلمونز ، الیزابت ماس و کوری مونتیث بودند. 
آهنگی که در تیتراژ ابتدایی سریال قرار داشت با عنوان " دروغ دروغ دروغ " توسط سرژ تانکیان خواننده و شاعر سرشناس آمریکایی خوانده شد.

## توزیع
سریال خود ترس پنجشنبه شب ها ساعت ١٠ از شبکه ان بی سی پخش می شد. در طول مدت بازی‌های المپیک تابستانی ٢٠٠٨، با وعده بازگشت این سریال به تلویزیون توسط مدیران شبکه، پس از پایان این رویداد ورزشی هیچ قسمت دیگری تولید و پخش نشد.  در حالی که شبکه ان بی سی پس از پایان بازی های المپیک در مورد سرنوشت سریال اظهار نظر نکرد، پس از آن زمان پخش آن با پخش مجدد دیگر برنامه های این شبکه پر شد.
در بریتانیا، پخش سریال در ۴ مه ٢٠١٢ آغاز شد. در استرالیا، نیز  نمایش آن  در اوت ٢٠١٢ در کانال اف‌ایکس ، در پلتفرم فاکستل ، شروع شد.

## قسمت ها
| قسمت ها              | انتشار در آمریکا | کارگردان ها                | نوشته‌شده توسط             | تعداد بیننده    |
| -------------------- | ---------------- | -------------------------- | ------------------------- | --------------- |
| ایثار                | ۵ ژوئن ۲۰۰۸      | برک آیسنر                  | میک گریس دل هاویسون       | ٢٩.۵ میلیون نفر |
| ترس زده              | ۱۲ ژوئن ۲۰۰۸     | برد اندرسون                | میک گاریس مت ون           | ٨.۴ میلیون نفر  |
| مرد خانواده          | ۱۹ ژوئن ۲۰۰۸     | رانی یو                    | دنیل ناف                  | ۴.۶ میلیون نفر  |
| در بیماری و در سلامت | ۲۶ ژوئن ۲۰۰۸     | جان لندیس                  | ویکتور سالوا              | ۴.۴ میلیون نفر  |
| خورنده               | ۳ ژوئن ۲۰۰۸      | استوارت گوردون             | جاناتان شیچ ریچارد چزمار  | ٧.۴ میلیون نفر  |
| روز سال نو           | ۱۷ ژوئیه ۲۰۰۸    | دارن لین بوسمن             | استیو نایلز بن سوکولوفسکی | ٢.٩ میلیون نفر  |
| جامعه                | ۲۴ ژوئیه ۲۰۰۸    | ماری هرون                  | کلی کنمر                  | ٣.٢ میلیون نفر  |
| پوست و استخوان       | ۳۱ ژوئیه ۲۰۰۸    | لری فسندن                  | درو مک وینی ربکا سوان     | ٣.٨میلیون نفر   |
| چیزی با نیش          | ( )              | ارنست دیکرسون              | مکس لندیس                 | _               |
| فرصت شانس            | ( )              | جان دال (کارگردان)         | لم داباس                  | _               |
| جعبه روح             | ( )              | راب اشمیت                  | جو گنگمی                  | _               |
| پژواک                | ( )              | روپرت وینرایت              | شان هود                   | _               |
| دایره                | ( )              | ادواردو رودریگز (کارگردان) | ریچارد چیزمار جاناتون شاچ | _               |

### ایثار
چهار تبهکار در داخل قلعه ای پوشیده از برف پناه می گیرند و با سه خواهر با رازی پنهان روبرو می شوند که در پناه یک هیولا هستند. جفری پیرس ، جسی پلمونز وریچل ماینر بازیگران اصلی این قسمت هستند.

### ترس زده
در طول یک بازی، یک محقق خصوصی ( اریک رابرتز ) با شیاطین گذشته خود روبرو می‌شود.

### مرد خانواده
پس از یک تصادف رانندگی، یک پدر مهربان ( کالین فرگوسن ) و یک قاتل سریالی بدنام ( کلیفتن کالینز جونیور ) روح بدن‌هایشان با هم عوض می شود.

### در بیماری و در سلامت
یک  عروس ( مگی لاوسون ) یک یادداشت شوم دریافت می کند که ادعا می کند دامادش ( جیمز رودی ) در واقع یک قاتل زنجیره ای است. مارشال بل و ویلیام بی دیویس نیز در این قسمت ایفای نقش کرده اند.

### خورنده
یک پلیس تازه کار ( الیزابت ماس ) به همراه دو افسر دیگر وظیفه نگهبانی از یک قاتل سریالی آدمخوار به نام "خورنده" ( استیون آر. هارت ) را بر عهده می گیرد، اما مشخص می شود که "خورنده" چیزی فراتر از یک قاتل زنجیره ای است. راسل هرنزبی ، استیون لی و پابلو شرایبر نیز در این قسمت به ایفای نقش پرداخته اند.

### روز سال نو
یک زن جوان ( برایانا اویگان ) در دنیایی پسا آخرالزمانی که توسط زامبی ها تسخیر شده است، بیدار می شود.

### جامعه
یک زوج جوان به یک جامعه دردار نقل مکان می کنند و متوجه می شوند که جامعه راز تاریکی را پنهان می کند. با بازی براندون راث ، شیری اپلبی، جان بیلینگزلی.

### پوست و استخوان
یک دامدار گمشده ( داگ جونز ) به جمع خانواده اش باز می گردد، اما آنها متوجه می شوند که او دیگر مردی نیست که می شناختند. همچنین جان پایپر فرگوسن ، مولی هاگان و گوردون توتوسین در این فیلم به ایفای نقش پرداخته اند.

### چیزی با نیش
یک  دامپزشک ( وندل پیرس ) پس از گاز گرفتن توسط گرگینه ای  که به کلینیک او آورده شد، شروع به تبدیل شدن به یک گرگینه می کند. بدتر از همه، گرگینه دیگری در حال کشتار مردم است و دامپزشک مظنون اصلی شیوع بیماری نام می گیرد.

### فرصت شانس
چنس میلر ( اتان امبری ) مرد بدبختی است که شانسش  روز به روز بدتر می شود وقتی که خودش را در حال سر و کار داشتن با قاتل شیطانی اش می بیند...

### جعبه روح
امیلی دآنجلو یک دختر مدرسه ای مرده است که از آن سوی قبر با همکلاسی هایش صحبت می کند. او فاش می کند که به قتل رسیده است و از دوستانش کمک می خواهد تا انتقام او را بگیرند. با بازی جوزی دیویس و آنا کندریک.

### پژواک
مردی  ( آرون استنفورد ) متوجه می شود که در زندگی اش در دنیا او یک قاتل  بوده است.

### دایره
یک نویسنده ( جاناتان شیچ ) در یک شهر کوچک می ماند تا مانع از کار نویسندگی اش نشود، اما داستان های هولناکی  در حال اتفاق برای او و همسرش است.